# Bourle
Pour les articles homonymes, voir Bourle (homonymie).

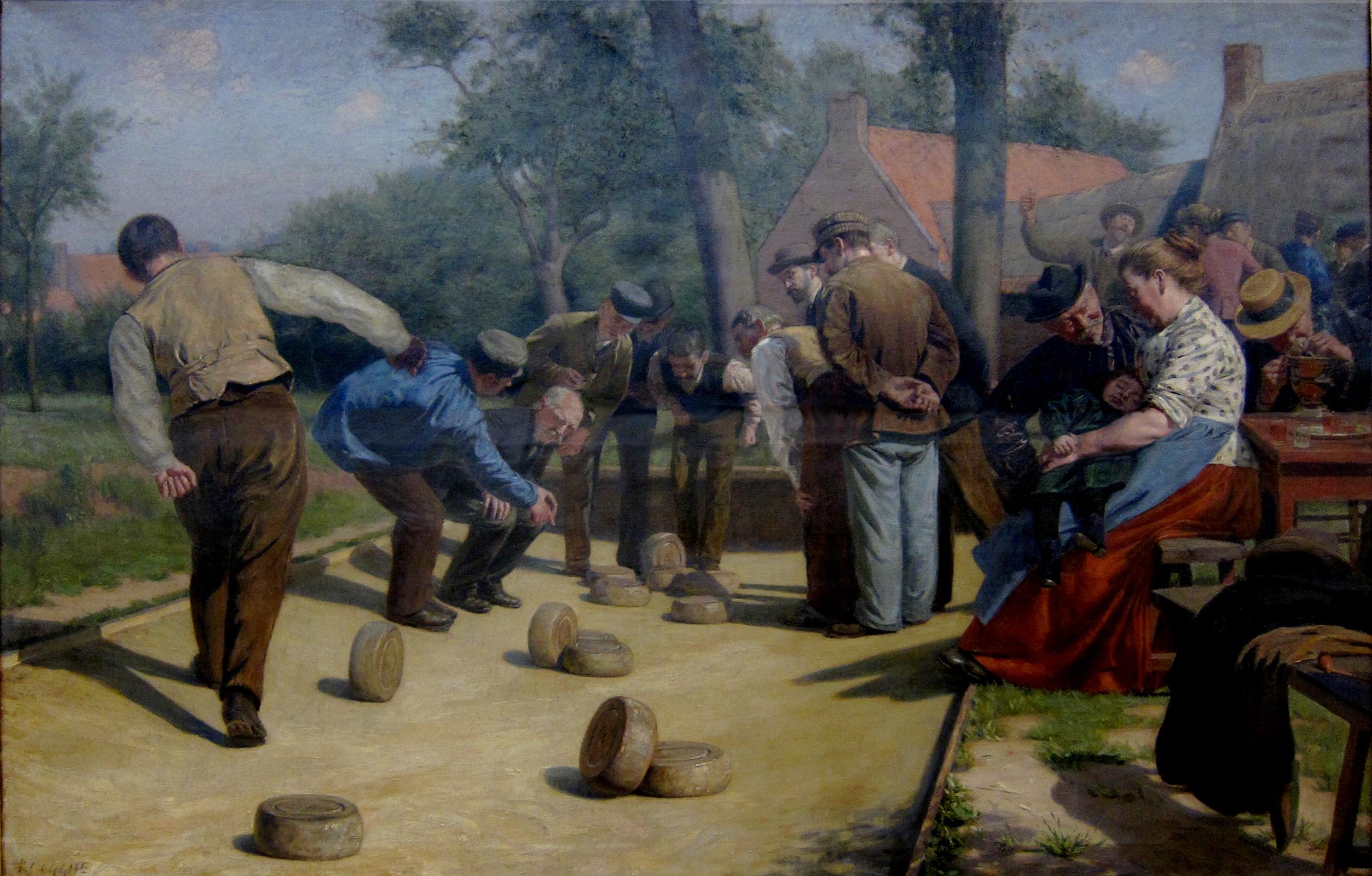
Le jeu de bourles en Flandres de Rémy Cogghe, 1911 (Roubaix, musée La Piscine)

La bourle est un jeu de boules traditionnel du nord de la France, très pratiqué jusqu'au début du XXe siècle, mais toujours d'actualité aujourd'hui, en particulier dans la région de Lille. Une variante, la boule flamande, est également pratiquée, notamment à Hazebrouck et à Bailleul. Le verbe « bourler » qui découle du mot « Bourle » signifie « tituber » près de l'« étaque ».
En France, la pratique de la bourle à Tourcoing a été inscrite à l'Inventaire du patrimoine culturel immatériel en 2012.

## Principe
La bourle se joue sur une aire cintrée, la bourloire, de 20 à 28 mètres de long sur 3 à 3,5 mètres de large, constituée, pour les plus anciennes, d'un mélange d'argile, de bouse de vache, de farine de seigle, de sel, de bière, et terminée aux deux extrémités par une fosse, ou cul. À 50 cm de chaque extrémité, un piquet ou un disque de cuivre de 3 cm de diamètre est enchâssé. C'est l'« étaque », qu'il s'agit d'atteindre avec la bourle. La bourle est un gros disque en bois de gaïac ou de quebracho de 25 à 30 cm de diamètre et de 10 à 15 cm de largeur, pour un poids de 4 à 8 kg. Dans une variante tourquennoise les bourles pèsent environ 1,800 kg et sont fabriquées dans du bois de noyer. Des bourles fabriquées dans un matériau plus moderne, le canévasite, (résine de synthèse), font leur apparition sur certaines bourloires. Les bourles sont dissymétriques, elles ont un côté fort et un côté faible. 
Le jeu consiste à placer les bourles le plus près possible de l'étaque. Il se joue à deux ou par équipe de trois ou six joueurs, chaque équipe disposant de six bourles. Chacune est dirigée par un commandant qui cherchera à placer ses bourles tandis que ses équipiers lanceront leurs bourles pour qu'elles constituent des obstacles afin de gêner l'équipe adverse.
En Belgique, ce jeu est pratiqué dans les villages des environs de Tournai - Mouscron. Le jeu peut s'appeler Boule ou Bourle ou Bourle carréaulé (par opposition au jeu de boule/bourle à la platine). Carréauler signifie faire rouler sa boule d'un côté à l'autre de la bourloire en alternance jusqu'à l'étaque.
Règlement du jeu de Boules à la Platine organisé par l’Administration communale de Tournai, à l’occasion de la Fête Communale, le vendredi, samedi et lundi :
1.      Les jeux sont ouverts à tous les amateurs sans distinction de domicile, âgés d’au moins 16 ans au 1er septembre : la carte d’identité sera exigée à l’inscription. Les jeunes de moins de 16 ans qui auraient pris part aux jeux verront leurs points annulés et leurs mises non restituées.
2.      Le prix de quatre mises (3 boules lancées par mise) est fixé à 1 €. On ne peut prendre que quatre mises par jeu. Celui qui aurait pris plus de quatre mises verra tous ses points annulés et ses mises non restituées.
3.      Le « rebattage » des 9 se fera immédiatement après la fin de la mise.
À savoir que le jeu de boule à la Platine est un jeu temporaire extérieur monté par les ouvriers communaux et géré par eux. Il est composé d'un terrain d'argile légèrement voûté recouvert de sciure de bois. 
5 jeux sont installés au pied de 5 tavernes dans l'entité de Tournai. 
Ce jeu est composé de 3 platines en bout de terrain. L’objectif est de faire tomber ces platines par le lancer d’une boule (trois boules par tour) et quatre tours par partie (un cinquième tour pour délimiter les ex æquo). 
La platine de gauche a une valeur de 4 points.
La platine centrale a une valeur de 3 points
La platine de droite a une valeur de 5 points
Seuls les tours ayant rapporté un minimum de 5 points sont payants.
Un tour ayant fait un résultat de 9 points doit réaliser un « rebattage » (un cinquième tour) permettant ainsi de mieux répartir les ex æquo. 
Les prix pour chaque jeu vont :
du premier au neuvième prix : 13,5 € ; 11,1 € ; 9,2 € ; 7,5 € ; 6,2 € ; 5,5 € ; 4,9 € ; 4,3 € ; 3,7  € ;
du dixième au douzième prix : 2,9 € ;
du treizième au quinzième prix : 2,4 € ;
du seizième au dernier prix : mises réparties en prix de 1,9 € et éventuellement en prix de 1,5 € suivant le résultat du concours.
Le tableau de répartition des prix ci-dessus pourra être modifié par la commission nommée par la ville, suivant le résultat du concours.
Le jeu est composé de deux commissaires chargés de noter les points et gérer le jeu.
Une troisième personne (le bourleu) a pour fonction de renvoyer les boules par une galerie sur le côté du jeu afin que le joueur suivant puisse récupérer les boules.
La variante belge se joue avec des boules de 1 kg à 1,800 kg et de plus ou moins 20 cm de diamètre, et se joue par équipe de 4 ou 5 joueurs. Chaque joueur joue 2 boules.
Une autre variante existe, appelée la bourle sur pavé ou bourles sur pavés.

## Bourloires actuelles
Plusieurs bourloires sont encore en activité en Belgique dans le Hainaut occidental en 2011 : à Pottes (cafés Le Peuple et La Concorde), Hérinnes, Dottignies, Bailleul, Kain, Calonne, Antoing, Templeuve, Caseau, Béclers. 
En France, il existe encore une trentaine de bourloires dans le département du Nord, en particulier dans la région de Lille à Tourcoing, Wattrelos, Leers, Lys-lez-Lannoy, Toufflers, Mouvaux, Roncq, Wasquehal, Neuville-en-Ferrain, Ascq et Halluin et en Flandres, à Bailleul, Hazebrouck, Steenvoorde, Méteren et Godewaersvelde. Treize bourloires sont inscrites au titre des monuments historiques :
- Leers : bourloire du Cercle Saint-Louis, 29 rue Jean-Jaurès[4] ;
- Neuville-en-Ferrain : bourloire du Cercle Saint-Joseph, 20 place Roger-Salengro[5] ;
- Toufflers : bourloire du Cercle Saint-Paul, 35 rue Henri-Pouchain[6] ;
- Tourcoing :
  - Bourloire Saint-Christophe, 36 rue du Moulin-Fagot[7],
  - Bourloire Saint-Charles, 27 rue de Strasbourg[8],
  - Bourloire Saint-Raphaël, 443 rue des Trois-Pierres[9],
  - Bourloire Saint-Éloi, 71 rue de Riez[10],
  - Bourloire Notre-Dame de Consolation, 101 rue du Pont-de-Neuville[11],
  - Bourloire La Concorde, 2 rue de Seclin[12],
  - Bourloire Saint-Louis, 109 rue Ingres[13],
  - La Nouvelle Bourloire, 98 rue de Dunkerque[14] ;
- Wattrelos :
  - Café-bourloire du Cercle Saint-Paul, 22 rue Jean-Jaurès[15],
  - Café-bourloire Le Carin, 52 rue François-Mériaux[16].

## Galerie

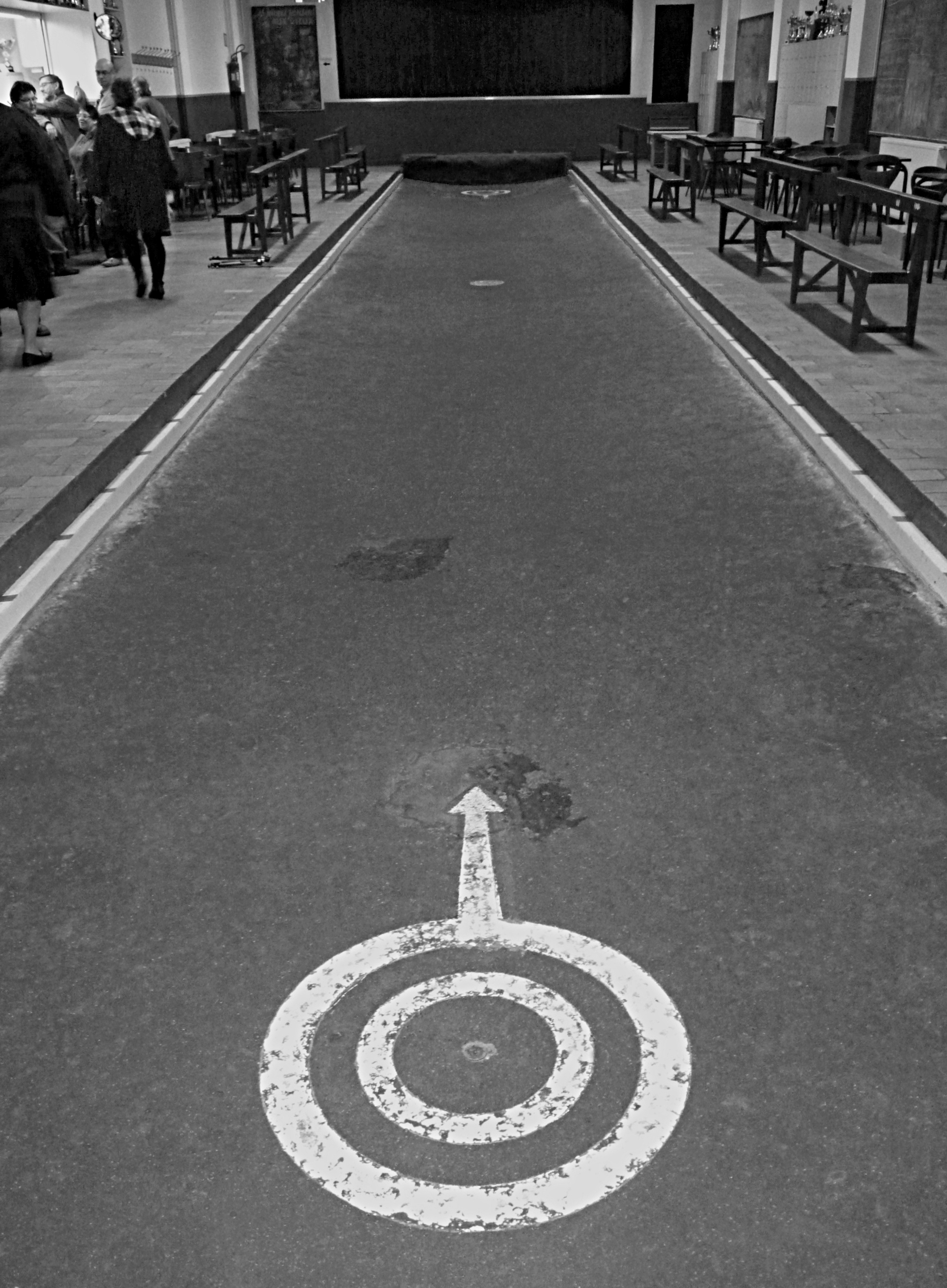
La bourloire Saint-Raphaël à Tourcoing.
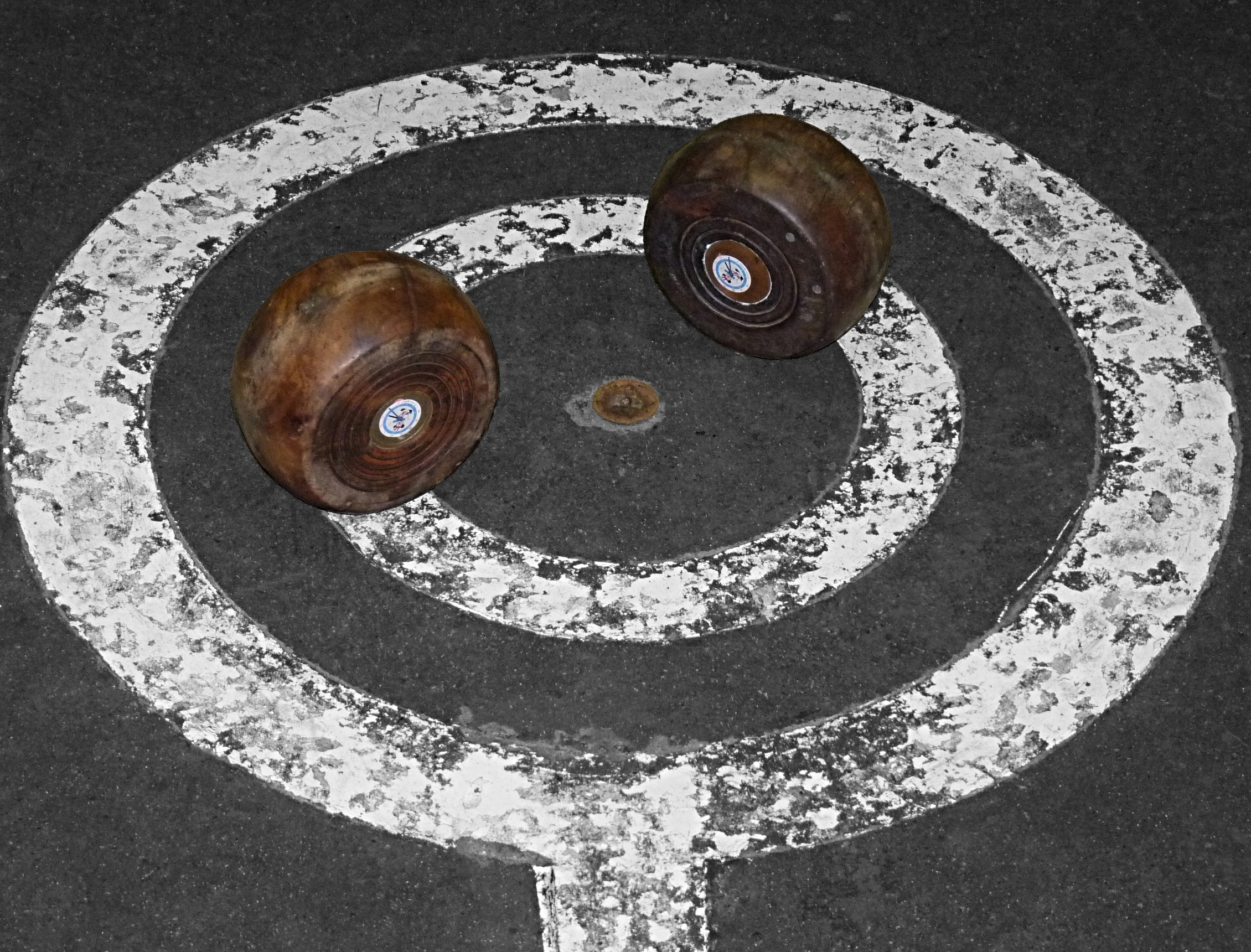
Bourles près de l'étaque.
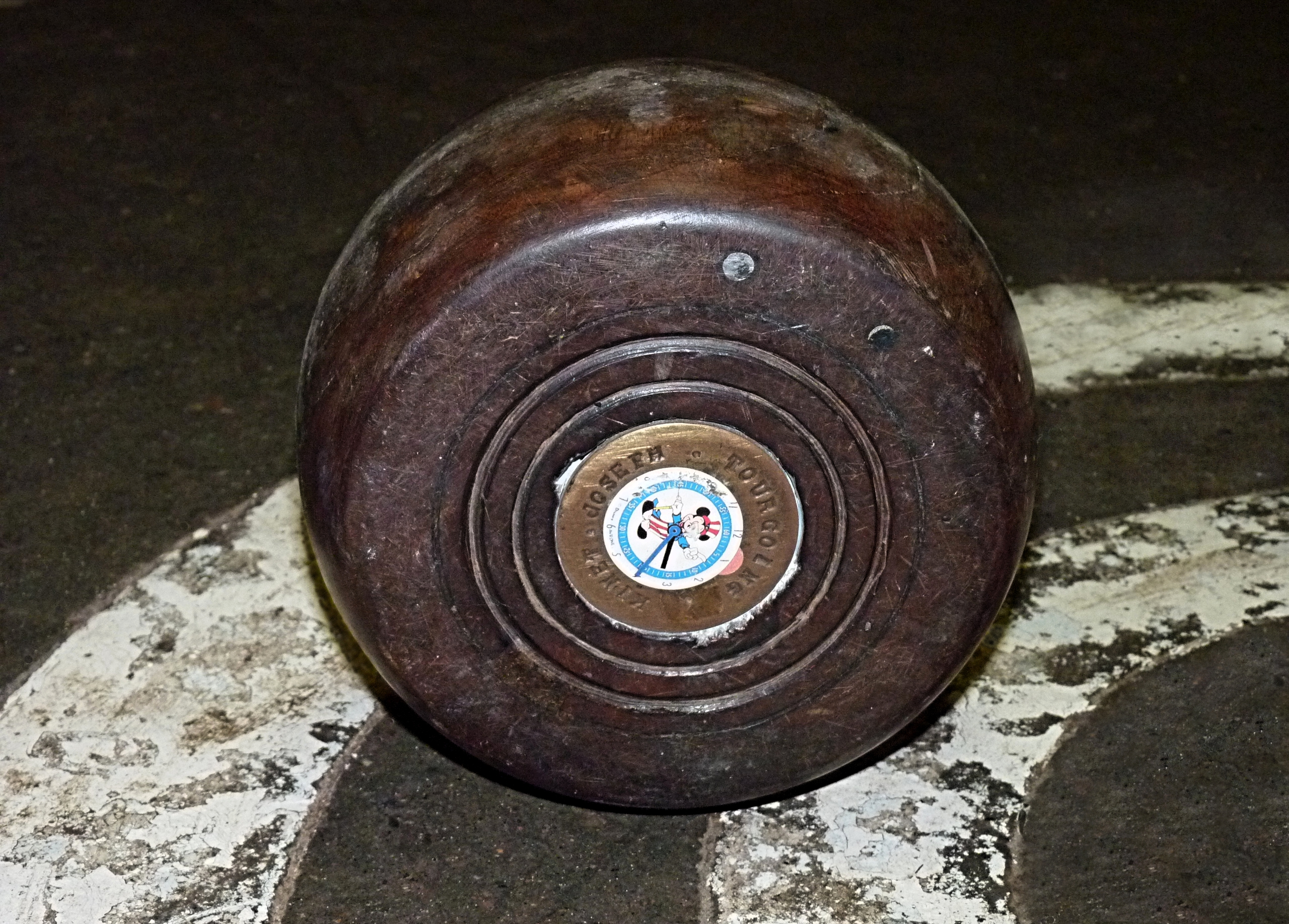
Bourle en bois de noyer, d'environ 2 kg.
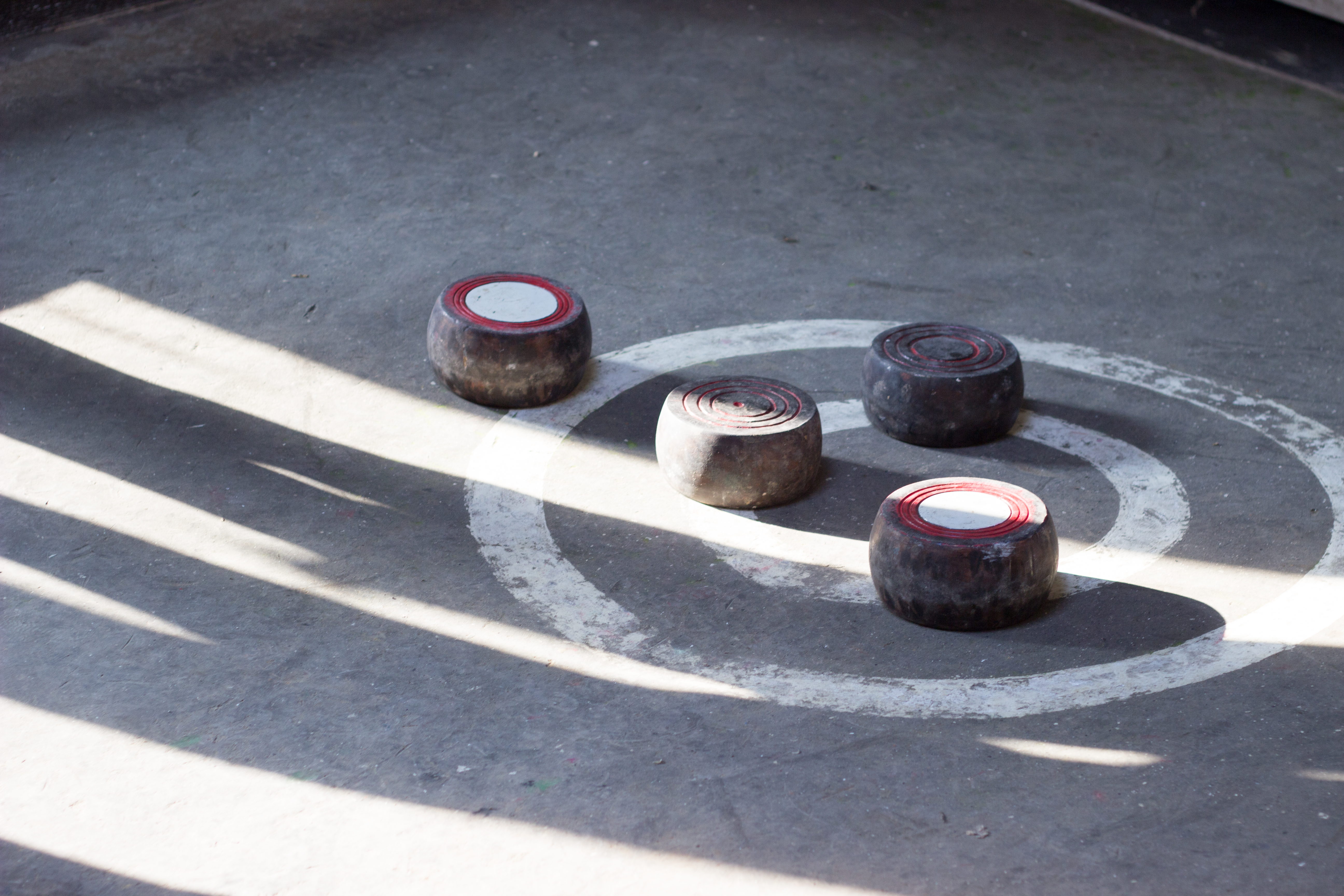
Jeu de bourles à Dottignies.
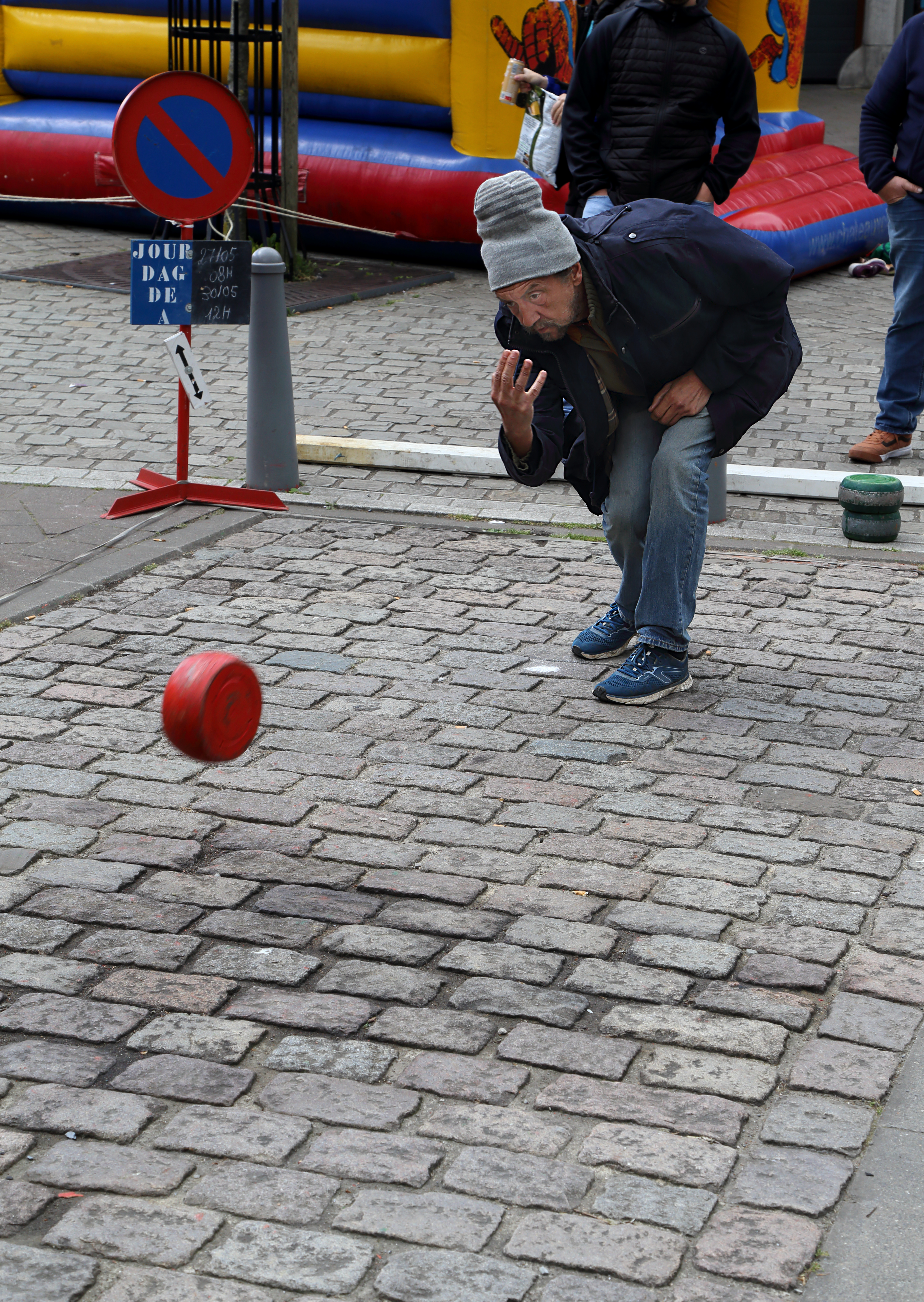
La bourle sur pavé à Dottignies.
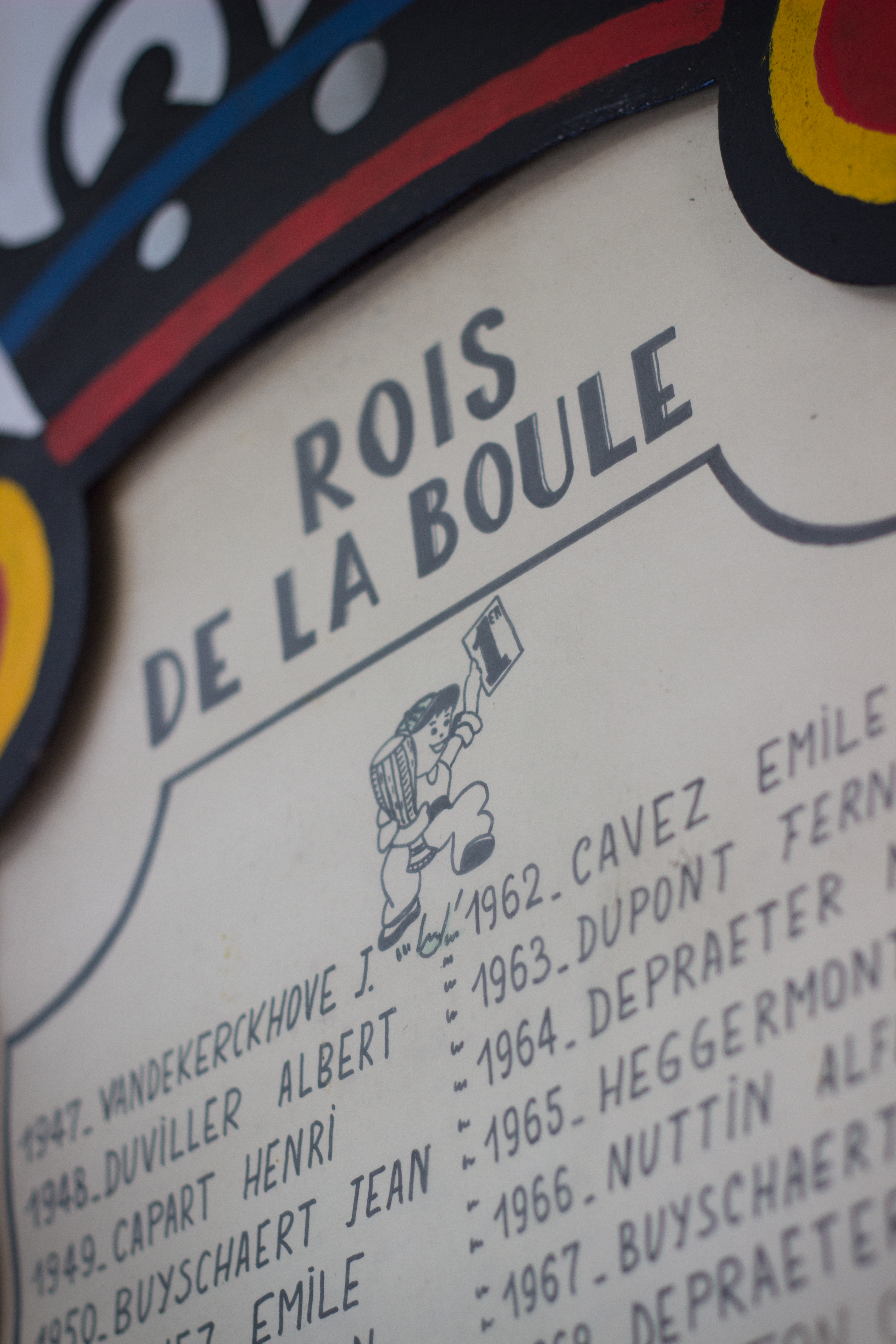
Palmarès de jeu de bourles.